# المرأة في ترانسنيستريا

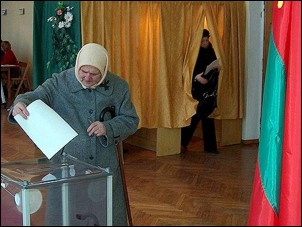
أمرأة تصوت في ترانسنيستريا 2005.

النساء في ترانسنيستريا هن النساء اللاتي يعشن فيها أو هن من ترانسنيستريا (يمكن أيضاً أن تكتب ترانسدنيستريا، والمعروفة أيضاً باسم جمهورية بريدنيستروفيه المولدافية، كما يختصر PMR).

## عدد السكان
استنادا إلى تعداد أجري في عام 2004، 54% من السكان نساء تتكون من 555,300 شخص.
ونسبة 21% منهن تتراوح أعمارهن بين 60 سنة.

## الوظيفة
واستنادا إلى تعداد أجري في عام 2004، تم توظيف 37٪ من النساء، في حين أن 19٪ عاطلات عن العمل.
وكانت النساء المتقاعدات حوالي 35٪.

## التعليم
وفقا لتعداد عام 2004، كان 50.1٪ من السكان في ترانسنيستريا طلاب في مجالات «المهنية والتعليم العالي». وقد تلقت 15.9٪ من النساء التعليم العالي، ولكن البعض منهن قد لا تكن قادرات على الانتهاء من هذا المستوى العالي من التعليم في المؤسسات التعليمية.
تلقت 31.5٪ من النساء تعليم المستوى المهني. تلقت 31.7٪ من النساء المرحلة الثانوية من التعليم. 8.4 من النساء استقبلن مستوى التعليم الابتدائي.

## المرأة في السياسة

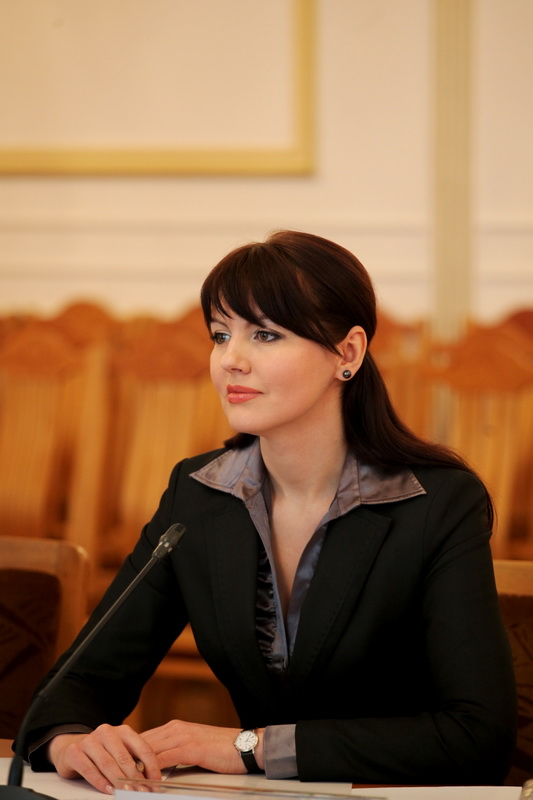
نينا شتانسكي، وزيرة الشؤون الخارجية ترانسنيستريا

وإن كانت لا تزال دولة ذات اعتراف محدود دوليا، وعلى الرغم من حرية العالم 2012 قد وصفنَّ «النساء ممثلات تمثيلا ناقصا في معظم مواقع السلطة»، وتضم حكومة ترانسنيستريا الحالية 8 نساء و 6 رجال. رئيسة وزراء ترانسنيستريا (تاتيانا تورانسنيسكايا) و 3 نواب رئيس الوزراء من أصل 4 هي أيضا النساء (ناتاليا نيكيفوروفا، نينا شتانسكي ومايا بارناس). تعرض النساء على نطاق واسع في الإدارة الرئاسية ترانسنيستريا: كل من رئيس الإدارة (ناديجدا بارانوفا) وجميع مستشاري الرئيس 5 (اليونا كلايوس، ناديجدا زابلوتسكايا، ناتاليا جاربر، آنا يانتشوك وغالينا ساندوتسا).

تمثيل المرأة ناقصاً إلى حد ما في رئاسات إدارات الدولة للمدن ومقاطعات (رايونس) ترانسنيستريا (فقط منطقة رايبنيتسا ترأس من قبل امرأة)، ولكن يتم عرضها على نطاق واسع في مناصب نواب رؤساء إدارات الدولة. 

## الاتجار بالبشر
أصبحت بعض النساء في ترانسنيستريا، بما في ذلك القُصَّر، ضحايا العنف المنزلي، والاتجار بالبشر والدعارة, وهي المشاكل الثلاث الرئيسية في البلاد.
في معظم الأحيان، يتم جلب النساء والفتيات من ترانسنيستريا ويتم الاتجار بهم إلى تركيا والإمارات العربية المتحدة.

## وصلات خارجية
- Lungu, Anna. Peaceful Conflict Transformation in Transnistria, European University Centre for Peace Studies
- Transnistria The Giant Forgotten Cemetery, History and Voices of the Tragedy in Romania and Transnistria, The Nizkor Project
- Transnistria, PEOPLE’S PEACEMAKING PERSPECTIVES MAY 2011
- Gupta, Vidushi (UNHRC journalist). Time to Thrive – Transnistria at Turning Point, 19/05/2013
- Photo exhibition "Women of Transnistria: the diversity and uniqueness", UN WOMEN, saynotoviolence.org